# Ruwenzoria
Ruwenzoria là một chi bọ cánh cứng trong họ Chrysomelidae.
Chi này được miêu tả khoa học năm 1919 bởi Laboissiere.

## Các loài
Các loài trong chi này gồm:
- Ruwenzoria soror Weise, 1927
- Ruwenzoria viridis (Laboissiere, 1919)